# NGC 4217
NGC 4217 is een spiraalvormig sterrenstelsel in het sterrenbeeld Jachthonden. Het hemelobject werd op 10 april 1788 ontdekt door de Duits-Britse astronoom William Herschel.

## Synoniemen
- UGC 7282
- MCG 8-22-87
- ZWG 243.53
- PGC 39241